# إدوارد سوريانو
إدوارد سوريانو هو عسكري فلبيني، ولد في 12 نوفمبر 1946 في Alcala, Pangasinan ‏ في الفلبين.